# Magician Mickey
Magician Mickey (рус. «Волшебник Микки») — анимационный эпизод про Микки Мауса по номером 92, созданный Уолтом Диснеем в 1937 году.
Микки — фокусник. Гуфи руководствует прожекторами и другой техникой. Микки начал выступать. Сначала, он сжал цилиндр и подбросил её, как вдруг мигом образовался стол! Потом, он снял с себя плащ и завязал его в узел не касаясь руками. после чего подбросил и превратил в ворону! Внезапно, микки услышал громкий смех Дональда Дака, который говорил, что его фокусы полнейшая ерунда. Микки решил переубедить его. Он сжал пальцы в «замок» и выпустил из них воздушный шарик. а потом ещё один. Но Дональд был довольно эгоистичен и лопнул все шарики с помощью Рогатки. Но когда он лопнул второй шарик, на него накинулся настоящий Лобстер! Дональд еле отвязался от него и кинул его в Микки. Тот его сжал и превратил в шарик, после чего шарик лопнул. Внезапно, прожектор начал барахлить. Гуфи вытащил Лампочку и засунул на её место свой палец и она загорелась! Тем временем, Микки показывает фокус с картами. Дональду как всегда не сидится на месте и он раздувает все карты с помощью Воздуходувки. Но всё же , Микки удаётся превратить их в маленьких Канареек и посадить их в клетку. Микки хочет убедить Дональда в том, что его фокусы хорошие. Он берёт карты в руки и сжимает их, после чего разжимает уже руку без самих карт. После этого. Микки направляет волшебную палочку на Дональда, из которого после вылетают карты. Дональд очень зол. Он бросает в Микки бутылку, но тот делает её надутой и вся вода льётся на Дональда. Тогда уже злой селезень не выдерживает, выходит на сцену и отбирает у Микки волшебную палочку. Он пытается заколдовать Микки, но ничего не выходит… Зато, спустя несколько попыток, у Дональда получается наколдовать себе Мороженое, но то сразу растаяло и растеклось на Дональда. Дональд не сдаётся. Он разбегается на Микки, но тот успевает его схватить, сжимает и уменьшает, а потом делает его копии. Микки тоже не шибко терпеливый. Он достаёт свой Мушкетон и засовывает в место для патронов уменьшенного Дональда. После чего, выстреливает в подставку для яиц, стоящую на столике. Дональд попал в яйцо. Микки берёт это яйцо разбивает его и размешивает в своём цилиндре, после чего выливает содержимое на сцену, откуда и образуется Дональд. Дональду снова удаётся выхватить волшебную палочку. Он овсе ломает её. Но она превращается в лианы, на конце которых надеты боксёрские перчатки. Они начинают бить Дональда и выбрасывают его со сцены. Дональд снова бежит на сцену и перепрыгивает через обруч, что превращает его в толстого Кенгуру. Он снова перепрыгивает через обруч и превращается уже в Моржа. После превращается ещё в Обезьяну. Разгневанный Дональд крадёт у Микки мушкетон и стреляет в него, но тот образует под собой волшебное Торнадо и улетает наверх, где стоит Гуфи. Дональд стреляет ещё раз и всё падает.